# Aude Oliva
Aude Oliva est une chercheuse française spécialisée dans les domaines de la vision par ordinateur, des neurosciences et de l'interaction homme-machine au Laboratoire d'informatique et d'intelligence artificielle du MIT (CSAIL).

## Formation
Aude Oliva est titulaire d'un baccalauréat français en mathématiques et physique, ainsi que d'une maîtrise de sciences en psychologie expérimentale et neurosciences cognitives de l'Institut polytechnique de Grenoble, et enfin d'un doctorat obtenu en 1995.

## Recherche
Aude Olivia rejoint l'université du MIT en 2004 et intègre le MIT-CSAIL (MIT Computer Science and Artificial Intelligence Laboratory) en 2012.
Elle dirige le laboratoire MIT-IBM Watson AI et est responsable de l'engagement stratégique de l'industrie au MIT Schwarzman College of Computing. Ses recherches portent sur la façon dont la perception psychologique d'une image peut changer en fonction de la mémorisation, du contenu et des limites des systèmes visuels humains.
Son travail le plus remarquable concerne l'image hybride, dont l'exemple typique est la combinaison du visage d'Albert Einstein avec une image floue à basse fréquence de celui de Marilyn Monroe , ce dernier n'étant perceptible que lorsqu'il est vu à longue distance. De telles images sont utilisées dans les domaines de la confidentialité des informations, des time-lapses, du marketing et des casse-tête.
Une autre branche de ses recherches porte sur le traitement des images d'une scène et des objets qu'elle comporte parle cerveau humain : elle postule qu'une partie de notre système visuel se concentre sur une reconnaissance et une classification rapides d'une scène familière (une fête d'anniversaire) plutôt que sur les objets présents dans cette scène ( par exemple : le gâteau).
Aude Olivia utilise également l’apprentissage profond pour apprendre aux ordinateurs comment identifier des lieux dans une image grâce à une combinaison de ses caractéristiques. Par exemple, un lit, une fenêtre et des affiches peuvent indiquer une chambre, tandis qu'une cuisinière, un carrelage et un comptoir peuvent indiquer une cuisine.
Ses travaux alimentent le domaine de l'intelligence artificielle.

## Prix et bourses
- 2016 : bourse Vannevar Bush[8]
- 2014 : bourse Guggenheim[3]
- 2006 : prix CAREER, Neurosciences Cognitives[9]
- Bourse de l'Association for Psychological Science[réf. nécessaire]